# Amway
Amway (viết tắt của American Way) là một tập đoàn áp dụng mô hình kinh doanh đa cấp để bán các sản phẩm liên quan đến lĩnh vực sức khỏe, thẩm mỹ và hàng tiêu dùng. Công ty được hai doanh nhân người Mỹ Jay Van Andel và Rich DeVos thành lập vào năm 1959 và có trụ sở chính tại bang Michigan, Hoa Kỳ.
Amway và các công ty chị em trực thuộc công ty mẹ Alticor đã có doanh thu 9,5 tỷ đô la vào năm 2015. Hoạt động kinh doanh của công ty thông qua một số công ty trực thuộc ở hơn một trăm quốc gia và lãnh thổ. Amway đứng thứ 29 trong số các công ty tư nhân lớn nhất tại Mỹ theo Forbes vào năm 2015 dựa trên doanh thu và số 1 trong số các công ty tiếp thị đa cấp do Direct Selling News vào năm 2016.
Amway đã bị điều tra ở nhiều quốc gia và bởi các tổ chức như Federal Trade Commission với cáo buộc kinh doanh đa cấp theo mô hình kim tự tháp.

## Lịch sử

### Thành lập

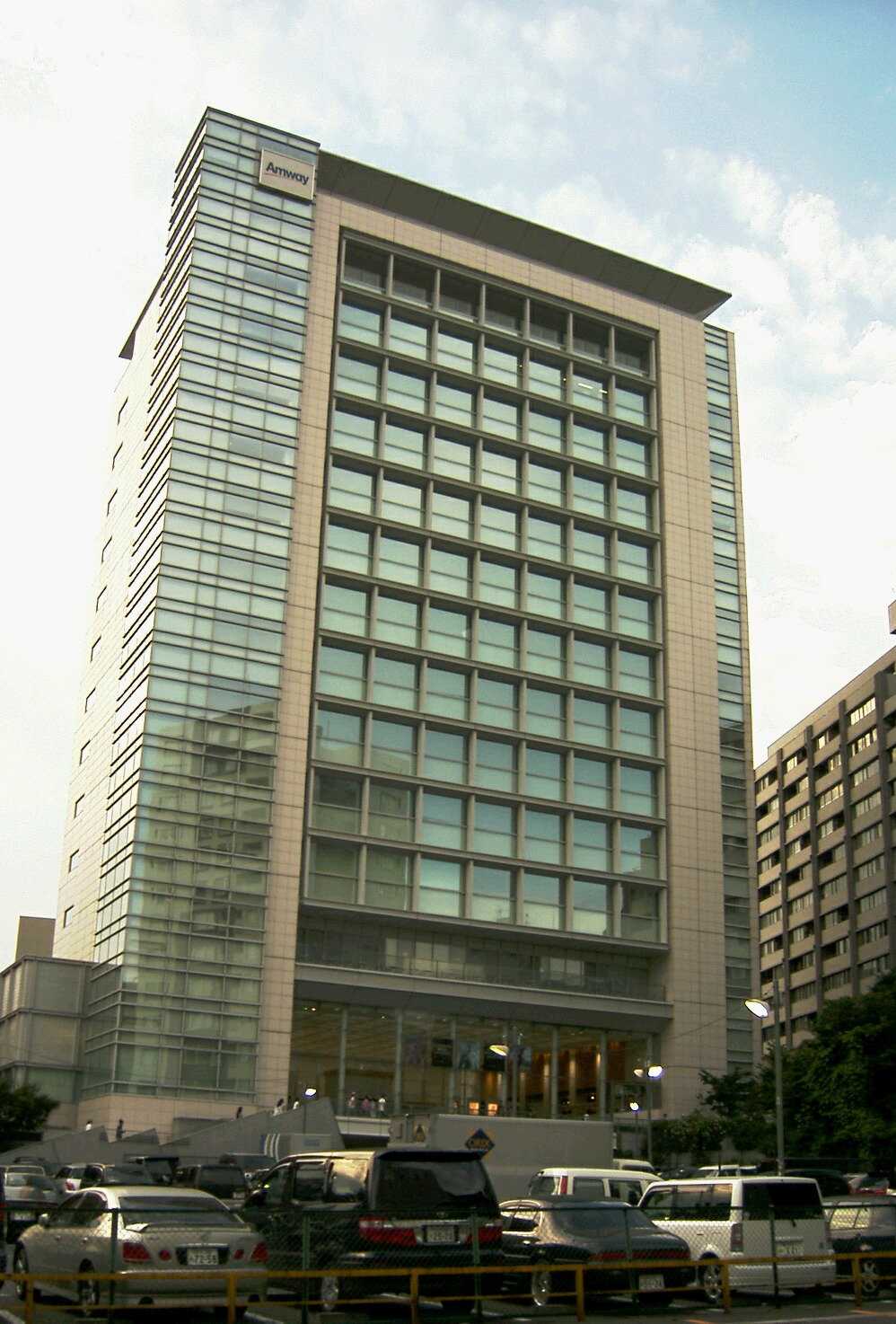
Amway Japan Head Office

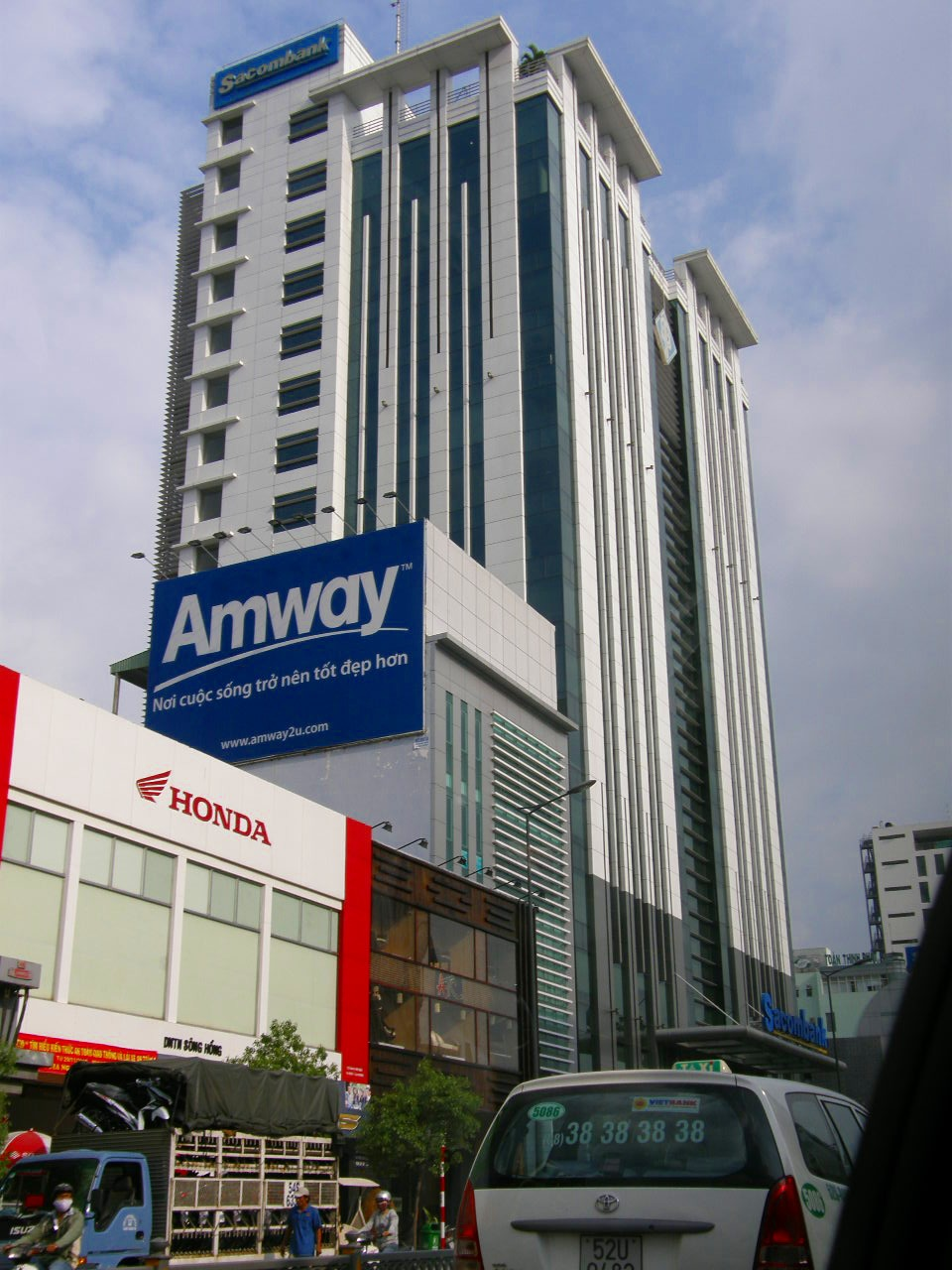
Amway Vietnam (Hồ Chí Minh City)

Jay Van Andel và Richard DeVos đã là bạn từ những ngày đi học và là đối tác kinh doanh với nhiều nỗ lực khác nhau, bao gồm cả cơ sở chế biến bánh hamburger, dịch vụ thuê máy bay và kinh doanh thuyền buồm.
Năm 1949, hai người được giới thiệu với công ty Nutrilite Products Corporation. bởi người anh họ của Van Andel là Neil Maaskant. DeVos và Van Andel đã ký kết để trở thành nhà phân phối các sản phẩm thực phẩm chức năng Nutrilite vào tháng 8 năm đó Họ đã bán hộp sản phẩm đầu tiên của mình vào ngày hôm sau với giá $ 19.50, nhưng sau đó trong hai tuần đã không còn quan tâm đến nó. Họ đã đến Chicago để tham dự một hội thảo Nutrilite ngay sau đó, với sự thúc giục của Maaskant, người đã trở thành nhà tài trợ của họ. Hai người đã xem đoạn phim quảng cáo và nghe các cuộc đàm phán của đại diện công ty và các nhà phân phối thành công, sau đó họ quyết định theo đuổi hoạt động kinh doanh của Nutrilite. Họ bán hộp bổ sung thứ hai trong chuyến đi trở về Michigan, và nhanh chóng tiếp tục phát triển kinh doanh hơn nữa.
Sau đó, DeVos và Van Andel đã thành lập tập đoàn Ja-Ri (viết tắt từ tên riêng của họ) để nhập khẩu hàng hoá bằng gỗ từ các nước Nam Mỹ. Sau buổi hội thảo ở Chicago, họ đã biến Ja-Ri thành nhà phân phối Nutrilite. Nutrilite cung cấp hoa hồng cho doanh số bán hàng của các nhà phân phối mới được giới thiệu với công ty bởi các nhà phân phối hiện tại. Năm 1958, DeVos và Van Andel đã xây dựng một hệ thống gồm hơn 5.000 nhà phân phối. Tuy nhiên, họ và một số nhà phân phối hàng đầu của họ đã thành lập American Way Association, hay Amway, vào tháng 4 năm 1959 để giải quyết các lo lắng về sự ổn định của Nutrilite, đại diện cho các nhà phân phối và tìm kiếm thêm các sản phẩm bổ sung cho thị trường.
Sản phẩm đầu tiên của họ là Frisk, một chất tẩy rửa hữu cơ đậm đặc. DeVos và Van Andel mua lại quyền sản xuất và phân phối Frisk, sau đó đổi tên thành Liquid Organic Cleaner (LOC).
Sau đó một thời gian họ áp dụng cách bán hàng đa cấp cho công ty, họ thành lập Amway Sales và Amway Services để phục vụ quyền lợi cho các nhà bán hàng.
Năm 1960, Amway đã mua 50% cổ phần của công ty sản xuất LOC là Atco Manufacturing và đổi tên thành Amway Manufacturing. Đến năm 1964 công ty cải tiến lại mô hình, các công ty Amway Sales, Amway Services và công ty Amway đã hợp lại thành Tập đoàn Amway.
Amway đã mua lượng cổ phiếu để điều khiển Nutrilite năm 1972 và sở hữu đầy đủ công ty này vào năm 1994.

### Mở rộng toàn cầu
Amway đã mở rộng sang Úc năm 1971, đến các vùng của Châu Âu năm 1973, đến các vùng của châu Á năm 1974, sang Nhật năm 1979, sang Mỹ Latinh năm 1985, sang Thái Lan năm 1987, sang Trung Quốc năm 1995, sang châu Phi năm 1997, đến Ấn Độ và Scandinavia năm 1998, sang Ukraine năm 2003, sang Nga năm 2005, và Việt Nam năm 2006.

### Quixtar
Năm 1999, những người sáng lập tập đoàn Amway đã thành lập một công ty mới có tên là Alticor và ra mắt ba công ty mới: một công ty tập trung vào Internet (tách rời) tên là Quixtar, Access Business Group và Pyxis Innovations. Pyxis, sau đó được Fulton Innovation thay thế, theo đuổi nghiên cứu và phát triển, còn Access Business Group xử lý sản xuất và hậu cần cho Amway, Quixtar và các khách hàng của bên thứ ba.
Sự khác biệt chính là tất cả các "chủ sở hữu kinh doanh độc lập" (IBO) có thể đặt hàng trực tiếp từ Amway trên Internet, thay vì từ nhà phân phối trực tiếp "tuyến trên" của họ, và có sản phẩm được vận chuyển trực tiếp đến nhà của họ. Tên Amway tiếp tục được sử dụng trong phần còn lại của thế giới. Sau khi hầu hết các nhà phân phối Amway ở Bắc Mỹ chuyển sang Quixtar, Alticor đã chọn để đóng Amway Bắc Mỹ sau năm 2001. Vào tháng 6 năm 2007, thương hiệu Quixtar sẽ bị loại bỏ trong giai đoạn từ 18 đến 24 tháng để ủng hộ thống nhất Thương hiệu Amway (Amway Global) trên toàn thế giới.
Năm 2006, Quixtar đã xuất bản The Quixtar Independent Business Owner Compensation Plan, trong đó công ty báo cáo rằng tổng thu nhập trung bình hàng tháng cho các IBO đang "hoạt động" là 115 USD.

## Thương hiệu
Dòng sản phẩm của Amway bắt đầu từ LOC, với chất tẩy rửa SA8 vào năm 1960, sau đó là sản phẩm chăm sóc tóc Satinique (1965) và dòng mỹ phẩm Artistry (1968). Ngày nay Amway đã sản xuất hơn 450 sản phẩm, với các cơ sở sản xuất ở Trung Quốc, Ấn Độ, Hoa Kỳ và Việt Nam, cũng như các trang trại hữu cơ Nutrilite ở Brazil, México và Hoa Kỳ (bang California và Washington). Các thương hiệu của Amway bao gồm Artistry, Atmosphere, Body Blends, Bodykey, Body Works, Clear Now, eSpring, Glister, iCook, Legacy of Clean, Nutrilite, Peter Island, Perfect Empowered Drinking Water, Personal Accents, Ribbon, Satinique, Artistry Men và XS.
Năm 2015, vitamin và các sản phẩm điều hòa cân nặng chiếm 46% doanh số của Alticor. Các sản phẩm chăm sóc sắc đẹp và chăm sóc cá nhân chiếm 25% doanh thu trong khi các sản phẩm bền, như hệ thống xử lý nước eSpring và hệ thống xử lý không khí Atmosphere, chiếm 16% doanh thu. Các sản phẩm gia dụng tạo ra 7 phần trăm doanh thu.
Theo Euromonitor International, Amway bán nhiều sản phẩm hơn với việc bảo đảm sự hài lòng hơn bất kỳ công ty bán hàng trực tiếp nào khác.

### Chất tẩy rửa gia dụng
Amway được biết đến nhiều nhất ở Bắc Mỹ với sản phẩm làm sạch đa chức năng của LOC, chất tẩy giặt SA8, và chất rửa chén Dish Drops. Trong số báo cáo tiêu dùng tháng 1 năm 2007 của Consumer Reports, SA8 với Bioquest được đánh giá là chất tẩy rửa hiệu suất cao nhất. Tuy nhiên, Báo cáo của Người tiêu dùng đã chỉ trích giá của SA8, sau đó Amway đã phản ứng. Báo cáo của Người tiêu dùng đã tiến hành kiểm tra ngẫu nhiên các chất tẩy rửa trong năm 2010 và các phiên bản được đánh giá của các chất tẩy rửa Legacy of Clean của Amway đứng thứ 9 và 18 trong số 20 chất tẩy rửa được thử nghiệm. Giám đốc chương trình Consumer Reports, Pat Slaven, khuyến cáo không nên mua sản phẩm SA8 vì người tiêu dùng có thể "đi đến siêu thị và mua được sản phẩm tốt hơn rất nhiều so với số tiền ít hơn nhiều".

### Sức khỏe và làm đẹp
Các thương hiệu chăm sóc sức khoẻ và sắc đẹp của Amway bao gồm Artistry, Satinique, Hymm, Body Series, Glister, Moiskin (Nam Mỹ), Nutrilite, Nutriway (Scandinavia và Úc / New Zealand), Attitude (Ấn Độ), eSpring, Atmosphere và iCook như thức uống XL và XS Energy. Các thương hiệu khác của Amway đã bị ngừng sản xuất hoặc thay thế bao gồm Tolsom, Eddie Funkhouser New York, hoặc beautycycle (Đông Âu).

## Mô hình kinh doanh
Amway kết hợp bán hàng trực tiếp với chiến lược kinh doanh đa cấp. Các nhà phân phối của Amway, được gọi là "chủ doanh nghiệp độc lập" (IBOs), có thể tiếp thị sản phẩm trực tiếp cho khách hàng tiềm năng và cũng có thể tài trợ và hướng dẫn người khác trở thành IBO. Các nhà phân phối có thể kiếm được thu nhập từ việc bán lẻ lên bất kỳ sản phẩm nào mà họ bán cá nhân, cộng với một khoản thưởng hiệu suất dựa trên khối lượng bán hàng và các tuyến dưới của họ (IBO họ đã tuyển dụng được) tạo ra. Mọi người cũng có thể đăng ký làm IBO để mua sản phẩm ở mức giá chiết khấu. Trường kinh doanh Harvard, mô tả Amway là "một trong những công ty bán hàng trực tiếp có lãi nhất trên thế giới", lưu ý rằng những người sáng lập Amway, Van Andel và DeVos đã "thành công" bằng cách sử dụng một hệ thống phân phối hình kim tự tháp khá công phu, trong đó các nhà phân phối độc lập của Amway nhận được tỷ lệ phần trăm trên hàng hóa mà họ bán được và một tỷ lệ phần trăm hàng hoá bán bởi các nhà phân phối mà họ tuyển dụng ".

## Các cáo buộc kinh doanh theo mô hình kim tự tháp
Robert Carroll của Skeptic's Dictionary đã mô tả Amway như là một "mô hình kim tự tháp hợp pháp" và đã nói rằng sự tôn sùng gần như tôn giáo của các đối tác được công ty sử dụng để che giấu tỷ lệ bán hàng kém cỏi của các nhà phân phối.

### Vụ điều tra của Federal Trade Commission
Trong một phán quyết năm 1979, Ủy ban Thương mại Liên bang Hoa Kỳ cho thấy rằng Amway không phù hợp với định nghĩa của một mô hình kim tự tháp vì (a) các nhà phân phối không được trả tiền để tuyển người, (b) công ty không yêu cầu các nhà phân phối phải mua một lượng hàng tồn kho lớn (c) các nhà phân phối được yêu cầu duy trì doanh số bán lẻ (ít nhất là 10 mỗi tháng) (d) Công ty và tất cả các nhà phân phối được yêu cầu phải chấp nhận trả lại hàng tồn kho thừa từ các nhà phân phối cấp dưới.
Tuy nhiên, FTC đã kết luận Amway "có tội về việc làm giá và đưa ra những tuyên bố phóng đại về thu nhập"; công ty đã bị yêu cầu chấm dứt việc ấn định giá bán lẻ và phân bổ khách hàng giữa các nhà phân phối và bị cấm không được trình bày sai về lợi nhuận, doanh số bán hàng của nhà phân phối có thể sẽ đạt được trong kinh doanh. Amway đã được yêu cầu kèm theo bất kỳ tuyên bố như vậy với mức trung bình thực trên mỗi nhà phân phối, nói rõ rằng hơn một nửa số nhà phân phối không kiếm được tiền, với nhà phân phối trung bình chỉ kiếm được dưới 100 đô la mỗi tháng. Chiến dịch quảng cáo năm 1986 đã vi phạm quy định này, dẫn đến việc tòa án phạt Amway 100.000 đô la.
Các nghiên cứu của các cơ quan giám sát người tiêu dùng độc lập đã chỉ ra rằng từ 990 đến 999 trên 1000 người tham gia kinh doanh đa cấp với kế hoạch trả lương theo kiểu Amway đều bị mất tiền. Theo The Skeptic's Dictionary, "Ở Các tiểu bang Hoa Kỳ, Ủy ban Thương mại Liên bang yêu cầu Amway dán nhãn sản phẩm của mình với thông điệp rằng 54% nhân viên của Amway không kiếm được gì và phần còn lại kiếm được trung bình 65 đô la một tháng".

### Amway Ấn Độ (Andhra Pradesh and Kerala)
Vào tháng 9 năm 2006, sau khi có khiếu nại công khai, cảnh sát Andhra Pradesh và cảnh sát bang Telangana (CID) đã bắt đầu các vụ kiểm tra và giam giữ các nhà phân phối của Amway trong tiểu bang và đã đệ đơn kiện họ, tuyên bố công ty đã vi phạm Prize Chits and Money Circulation Schemes (banning) Act. Cảnh sát đóng cửa tất cả các văn phòng công ty liên kết với Amway bao gồm văn phòng của một số nhà phân phối của Amway. Cảnh sát nói rằng mô hình kinh doanh của công ty là bất hợp pháp. Ngân hàng Dự trữ Ấn Độ (RBI) đã thông báo cho cảnh sát rằng Amway Ấn Độ có thể vi phạm một số điều luật liên quan đến "kế hoạch luân chuyển tiền tệ" và bài viết của IB Times viết rằng "một số người nói... Amway tập trung nhiều hơn về kiếm tiền từ việc tuyển dụng mọi người trở thành nhà phân phối, chứ không phải với việc bán sản phẩm " Năm 2008, chính quyền bang Andhra Pradesh ban hành lệnh cấm quảng cáo Amway trên các phương tiện truyền thông
Vào ngày 6 tháng 8 năm 2011, Cảnh sát Kerala niêm phong các văn phòng của Amway tại Kozhikode, Kannur, Kochi, Kottayam, Thrissur, Kollam và Thiruvananthapuram sau khi nhận khiếu nại. Vào tháng 11 năm 2012, Đội Cảnh sát Kerala đã tiến hành lục soát tại các văn phòng của Amway tại Kozhikode, Thrissur và Kannur như là một phần của cuộc đàn áp các hoạt động chuyển tiền và đóng cửa các tài sản của công ty tại các trung tâm này. Các sản phẩm có giá trị Rs.2,14 karor cũng bị tịch thu. Sau đó, Quản lý Khu vực của Amway, P. M. Rajkumar, người đã bị bắt giữ sau các vụ lục soát đã bị tạm giam theo luật pháp trong 14 ngày.
Vào ngày 27 tháng 5 năm 2013, các nhân viên cảnh sát chống tội phạm bang Kerala đã bắt William S. Pinckney, Giám đốc điều hành của Amway India Enterprises cùng với hai giám đốc khác của công ty từ Kozhikode. Ba người này đã bị bắt vì tội điều hành một mô hình kinh doanh kim tự tháp. Họ được nộp tiền bảo lãnh vào ngày hôm sau và hoạt động kinh doanh không bị ảnh hưởng. Vào ngày 8 tháng 6 năm 2013, Tòa án Kozhikode đã hủy bỏ việc đóng cửa các văn phòng của Amway ở Kerala. Vào ngày 26 tháng 5 năm 2014, Pinckney đã bị cảnh sát Andhra Pradesh bắt giữ trên cơ sở khiếu nại của người tiêu dùng, cho rằng Amway đã xoay vòng tiền không hợp pháp. Sau đó, Pinckney bị bắt trong các vụ án hình sự tiểu bang khác với cáo buộc về những bất thường về tài chính của công ty. Pinckney đã bị giam 2 tháng cho đến khi được thả ra sau khi nộp tiền bảo lãnh.

### Thỏa thuận ngoài tòa cho vụ kiện tập thể tại Mỹ
Vào ngày 3 tháng 11 năm 2010, Amway đã thông báo rằng họ đã đồng ý trả 56 triệu đô la - 34 triệu đô la tiền mặt và 22 triệu đô la cho các sản phẩm - để giải quyết một vụ kiện đã được nộp tại Tòa án Liên bang ở California năm 2007. Vụ kiện tập thể này, đã được đưa ra chống lại Quixtar và một số nhà phân phối cấp cao nhất của nó, với các cáo buộc gian lận, lừa đảo, và các bị cáo đã hoạt động kinh doanh như một chương trình kim tự tháp bất hợp pháp.
Trong khi lưu ý rằng việc giải quyết ngoài tòa không phải là một sự thừa nhận sai trái hoặc trách nhiệm pháp lý, Amway thừa nhận rằng công ty đã thay đổi hoạt động kinh doanh của mình như là kết quả của vụ kiện. Việc giải quyết là tùy thuộc vào sự chấp thuận của tòa án, dự kiến vào đầu năm 2011. Giá trị kinh tế của thỏa thuận này, bao gồm cả những thay đổi mà Amway đã thực hiện đối với mô hình kinh doanh của mình, tổng cộng là 100 triệu đô la Mỹ.

## Các vụ kiện khác

### Trốn thuế tại Canada
Năm 1982, những người đồng sáng lập Amway, Richard M. DeVos và Jay Van Andel, cùng với phó chủ tịch điều hành của Amway cho các dịch vụ doanh nghiệp, William J. Mr. Discher Jr., bị truy tố tại Canada về một số cáo buộc hình sự, bao gồm cáo buộc rằng họ chưa báo cáo giá trị hàng hóa đưa vào trong nước và đã lừa gạt chính phủ Canada số tiền trị giá hơn 28 triệu đô la từ năm 1965 đến năm 1980. Các cáo buộc đã được hủy bỏ vào năm 1983 sau khi Amway và chi nhánh Canada của nó đã nhận tội về tội gian lận hải quan hình sự. Công ty Amway đã trả phạt 25 triệu đô la Canada, mức phạt lớn nhất từng được áp dụng tại Canada vào thời điểm đó. Năm 1989, công ty đã thanh toán số tiền thuế hải quan còn nợ là 45 triệu đô la Mỹ. Trong một bài báo năm 1994 do tác giả DeVos biên soạn, ông nói rằng lời bào chữa tội lỗi đã được đưa ra vì lý do kỹ thuật, mặc dù tin rằng họ vô tội trước các cáo buộc, và ông tin rằng vụ việc đã được thúc đẩy bởi "lý do chính trị".

### RIAA
Hiệp hội Công nghiệp ghi âm Hoa Kỳ (RIAA) đã kiện Amway sử dụng trái phép nhạc trong các video hướng dẫn bán hàng. Amway sau đó đã phủ nhận, đổ lỗi cho những người phân phối đã hiểu lầm, nhưng cuối cùng đã bồi thường 9 triệu USD ngoài tòa án. Trong một vụ kiện liên quan do các nhà phân phối khởi xướng, Toà án đã kết luận rằng Mahaleel Lee Luster, người đã ký hợp đồng để làm băng video, đã vi phạm bản quyền mà không biết ba trong số năm nhà phân phối đó.

### Amway UK
Năm 2007, Amway bị cấm hoạt động ở Anh và Ireland sau cuộc điều tra kéo dài qua nhièu năm của Bộ Thương mại và Công nghiệp Anh với cáo buộc quảng cáo lừa đảo, đưa ra các thu nhập cao không có thực, và lừa người mới mua các gói đào tạo lừa bịp trong quá trình tuyển người làm thuê.

### Procter & Gamble
Các nhà phân phối của Amway đã tung tin rằng nhãn hiệu dịch vụ Procter & Gamble (cũ) thực ra là một biểu tượng của Satan hoặc CEO của P & G là một người theo Satanist. (Trong một số biến thể của câu chuyện, họ cũng tuyên bố rằng Giám đốc điều hành của Procter & Gamble tài trợ cho Giáo hội của Satan). Procter & Gamble cáo buộc rằng một số nhà phân phối của Amway đã đứng sau việc này vào những năm 1990 và đã kiện một số nhà phân phối độc lập của Amway và công ty này vì tội phỉ báng và vu khống. Các nhà phân phối đã sử dụng dịch vụ nhắn tin Amvox của Amway để gửi tin đồn cho các nhà phân phối trực tuyến của họ vào tháng 4 năm 1995. Sau hơn một thập kỷ kiện tụng ở nhiều bang, vào năm 2003 tất cả các cáo buộc đối với các nhà phân phối Amway và Amway đã bị tòa từ chối. Vào tháng 10 năm 2005, một tòa kháng cáo của Utah đã đảo ngược một phần quyết định của tòa án với bốn nhà phân phối của Amway, và đưa nó lên tòa sơ thẩm để điều tra thêm. Vào ngày 20 tháng 3 năm 2007, Procter & Gamble đã nhận được một khoản bồi thường 19,25 triệu đô la theo một bồi thẩm của Tòa án quận ở thành phố Salt Lake, trong vụ kiện chống lại bốn nhà phân phối của Amway. Vào ngày 24 tháng 11 năm 2008, vụ án đã chính thức được giải quyết.

### Amway Việt Nam
Amway Việt Nam đã bị Bộ Công Thương điều tra vào năm 2016. Với cáo buộc không rõ ràng về nội dung đào tạo cho những người làm đa cấp. Ngoài ra Amway còn bị cáo buộc không đăng ký kinh doanh với Sở Công thương tại các địa phương có mặt công ty đa cấp này theo điều 17 nghị định 42/2014/ND-CP.